# 1. deild Wysp Owczych (1997)
W roku 1997 odbyła się 55. edycja 1. deild (obecnie Effodeildin), czyli pierwszej ligi archipelagu Wysp Owczych w piłce nożnej. Obrońcą tytułu po raz kolejny był klub GÍ Gøta, jednak tym razem, po czterech latach, musiał oddać mistrzostwo drużynie ze stolicy wysp, B36 Tórshavn.
Dziesięć drużyn brało udział w tej edycji rozgrywek pierwszoligowych na Wyspach Owczych, podobnie, jak obecnie, jednak stan ten w przeszłości ulegał częstym modyfikacjom. Obecny utrzymuje się od sezonu 1988, kiedy liczbę drużyn zwiększono z ośmiu. Możliwość spadku do niższej ligi pojawiła się w sezonie 1976, wraz z modyfikacją systemu piłkarskiego na Wyspach Owczych. Choć obecnie obie ostatnie drużyny są degradowane do 1. deild, wtedy przedostatnia miała szansę na rozegranie meczów barażowych, w wyniku którego do rozgrywek powrócił TB Tvøroyri, kosztem FS Vágar. Drugą drużyną, która spadła do niższej ligi był B71 Sandoy.
Mistrzem archipelagu został, po raz siódmy w swojej historii, klub B36 Tórshavn, który w poprzednim sezonie zajmował miejsce czwarte. Na drugim miejscu ulokował się HB Tórshavn, który wzrósł o jedno miejsce względem poprzedniego sezonu. Na trzecim miejscu znalazł się poprzedni mistrz archipelagu GÍ Gøta, a na czwartym, z piątego, VB Vágur. Piąte miejsce zajął KÍ Klaksvík, który odnotował największy spadek ze wszystkich klubów – o trzy pozycje. Szóstą pozycję zajął nowo awansowany NSÍ Runavík, siódmą, z szóstej, ÍF Fuglafjørður, a ósmą, z siódmej, B68 Toftir. Dwa spadkowe miejsca zajęły kolejno zespoły: FS Vágar (poprzednio również na dziewiątej pozycji) oraz B71 Sandoy (poprzednio na pozycji ósmej).
Królem strzelców Wysp Owczych został gracz HB Tórshavn, który reprezentował również archipelag na arenie międzynarodowej, Uni Arge, z dorobkiem 24 goli. Jest to rekord strzelonych bramek w 1. deild Wysp Owczych, który Uni Arge dzieli z Sunim Fridim Johannesenem (B68 Toftir, sezon 1995).
W sezonie tym przyznawano już trzy punkty za zwycięstwo. Była to dość nowa wtedy zasada na Wyspach Owczych, gdzie do sezonu 1995 obowiązywał system dwóch punktów za wygraną. Zawodnicy strzelili w sumie 349 bramek (ok. 3,9 gola/mecz).
Kluby z najwyższych pozycji uzyskały prawo gry w rozgrywkach europejskich. Zwycięski B36 Tórshavn awansował do Ligi Mistrzów (1998/99), gdzie uległ w dwumeczu przeciwko izraelskiemu Beitar Jerozolima 1:4 i 0:1. Jedynego gola dla Farerczyków zdobył John Petersen w 73. minucie spotkania. Drugi klub, HB Tórshavn, uzyskał prawo gry w Pucharze UEFA (1998/99). Choć pierwszy mecz poszedł po myśli wyspiarzy, pokonali oni bowiem na własnym stadionie fiński Vaasan Palloseura 2:0, to w meczu wyjazdowym ulegli 0:4 i nie zakwalifikowali się do dalszej rundy rozgrywek. Obie bramki dla Farerczyków zdobył N. Johannesen. Zespół z czwartego miejsca, VB Vágur zagrał w Pucharze Intertoto (1998), gdzie w dwumeczu uległ czeskiemu 1. FC Brno kolejno 0:3 i 1:3. Ostatnim klubem, który wyszedł do rozgrywek klubowych był GÍ Gøta, zdobywca Pucharu Wysp Owczych. W Pucharze Zdobywców Pucharów (1998/99) ulegli węgierskiemu MTK Hungária Budapeszt kolejno 1:3 i 0:7. Jedyną bramkę dla wyspiarzy zdobył J.P. Olsen.

## Uczestnicy
| Uczestnicy 1. deild 1996                                                                                      | Uczestnicy 1. deild 1996 | Uczestnicy 1. deild 1996 | Uczestnicy 1. deild 1996 |
| --- | ------------------------ | ------------------------ | ------------------------ |
| GÍ | GÍ Gøta                  | 1                        |                          |
| KÍ | KÍ Klaksvík              | 2                        |                          |
| HB | HB Tórshavn              | 3                        |                          |
| B36 | B36 Tórshavn             | 4                        |                          |
| VB | VB Vágur                 | 5                        |                          |
| ÍF | ÍF Fuglafjørður          | 6                        |                          |
| B68 | B68 Toftir               | 7                        |                          |
| B71 | B71 Sandoy               | 8                        |                          |
| FSV | FS Vágar                 | 9                        |                          |
| Awans z 2. deild 1996                                                                                         |                          |                          |                          |
| NSÍ | NSÍ Runavík              | 1                        |                          |
| Oznaczenia: - kolumna pierwsza – skróty nazw drużyn, - kolumna trzecia – miejsce zajęte w poprzednim sezonie. |                          |                          |                          |

## Rozgrywki

### Tabela ligowa
| Lp. | Drużyna          | M  | Z  | R | P  | Bramki | Bramki | Różn. | Pkt | Uwagi                                       |
| --- | ---------------- | -- | -- | - | -- | ------ | ------ | ----- | --- | ------------------------------------------- |
| 1   | B36 Tórshavn (M) | 18 | 16 | 0 | 2  | 58     | 24     | +34   | 48  | Liga Mistrzów UEFA • I runda kwalifikacyjna |
| 2   | HB Tórshavn      | 18 | 12 | 5 | 1  | 61     | 19     | +42   | 41  | Puchar UEFA • I runda kwalifikacyjna        |
| 3   | GÍ Gøta          | 18 | 10 | 5 | 3  | 46     | 25     | +21   | 35  | Puchar Zdobywców Pucharów • 1/32 finału1    |
| 4   | VB Vágur         | 18 | 11 | 2 | 5  | 32     | 18     | +14   | 35  | Puchar Intertoto • I runda                  |
| 5   | KÍ Klaksvík      | 18 | 8  | 2 | 8  | 48     | 31     | +17   | 26  |                                             |
| 6   | NSÍ Runavík      | 18 | 6  | 4 | 8  | 26     | 33     | −7    | 22  |                                             |
| 7   | ÍF Fuglafjørður  | 18 | 5  | 2 | 11 | 27     | 50     | −23   | 17  |                                             |
| 8   | B68 Toftir       | 18 | 4  | 3 | 11 | 23     | 40     | −17   | 15  |                                             |
| 9   | FS Vágar (S)     | 18 | 2  | 3 | 13 | 16     | 53     | −37   | 9   | Baraże o 1. deild                           |
| 10  | B71 Sandoy (S)   | 18 | 1  | 4 | 13 | 12     | 56     | −44   | 7   | Spadek do 2. deild                          |

### Wyniki
| Gospodarz \ Gość | B36 | B68 | B71 | FSV | GÍ  | HB  | ÍF  | KÍ  | NSÍ | VB  |
| B36 Tórshavn     |     | 2:1 | 6:1 | 4:2 | 5:2 | 2:3 | 8:3 | 2:1 | 3:2 | 4:0 |
| B68 Toftir       | 0:3 |     | 0:0 | 5:1 | 1:4 | 2:5 | 1:3 | 1:2 | 0:2 | 0:1 |
| B71 Sandoy       | 3:6 | 1:2 |     | 1:0 | 0:1 | 0:9 | 1:2 | 0:5 | 1:1 | 0:2 |
| FS Vágar         | 0:1 | 1:2 | 0:0 |     | 0:4 | 0:7 | 4:2 | 1:1 | 1:3 | 1:0 |
| GÍ Gøta          | 0:2 | 1:1 | 7:1 | 2:2 |     | 1:1 | 3:1 | 4:2 | 2:0 | 4:1 |
| HB Tórshavn      | 1:0 | 6:1 | 5:0 | 6:2 | 2:0 |     | 3:3 | 3:0 | 2:2 | 1:2 |
| ÍF Fuglafjørður  | 1:2 | 1:3 | 0:0 | 3:0 | 0:4 | 2:3 |     | 1:9 | 0:2 | 0:3 |
| KÍ Klaksvík      | 2:4 | 2:2 | 5:2 | 6:0 | 4:5 | 0:2 | 0:1 |     | 4:0 | 3:2 |
| NSÍ Runavík      | 1:2 | 2:1 | 3:1 | 2:0 | 2:2 | 1:1 | 2:4 | 0:2 |     | 1:4 |
| VB Vágur         | 1:2 | 3:0 | 2:0 | 4:1 | 0:0 | 1:1 | 2:0 | 1:0 | 3:0 |     |

Źródło: RSSSF.com
Objaśnienia:
1Drużyna gospodarzy jest wymieniona po lewej stronie tabeli.
Kolory: zielony – zwycięstwo gospodarzy, żółty – remis, różowy – zwycięstwo gości.

### Baraże o 1. deild
| Drużyna 1                            | Wynik dwumeczu | Drużyna 2   | Pierwszy mecz | Drugi mecz |
| ------------------------------------ | -------------- | ----------- | ------------- | ---------- |
| FS Vágar                             | 2:3            | TB Tvøroyri | 1:3           | 1:0        |
| Po lewej gospodarz pierwszego meczu. |                |             |               |            |

| 11 października 1997                    | FS Vágar                                | 1:3   | TB Tvøroyri                                           |                                        |
|                                         | Bjarni Prior 41'                        | (1:2) | 8', 65' Aleksandar Radosavljević · 20' Eyðun Svalbard | Sędzia: Oddmar Andreasen (HB Tórshavn) |
| Sonny Johansen 66' · Torkil Nielsen 78' | 51' Andras Nolsøe · 79' Jón Tórður Holm | (1:2) |                                                       | Sędzia: Oddmar Andreasen (HB Tórshavn) |

| 19 października 1997                       | TB Tvøroyri | 0:1   | FS Vágar            |                                                        |
|                                            |             | (0:1) | 25' Jonhard Joensen | Sevmýri, Tvøroyri Sędzia: Lassin Isaksen (KÍ Klaksvík) |
| Petur Oluf Joensen 14' · Andras Nolsøe 62' |             | (0:1) |                     | Sevmýri, Tvøroyri Sędzia: Lassin Isaksen (KÍ Klaksvík) |

FS Vágar w wyniku meczów barażowych spadł do drugiej ligi, a jego miejsce zajął TB Tvøroyri.
Następujący arbitrzy sędziowali poszczególne mecze 1. deild 1995:
| Lp. | Sędzia               | Mecze |
| --- | -------------------- | ----- |
| 1.  | Oddmar Andreasen     | 13    |
| 2.  | Jens Petur Brattalíð | 1     |
| 3.  | Jóhan Carl Dam       | 9     |
| 4.  | Kim Ejdesgaard       | 10    |
| 5.  | Lassin Isaksen       | 13    |
| 6.  | Sune Johansen        | 3     |
| 7.  | Petur Erhard Kjærbo  | 7     |
| 8.  | Niklas á Líðarenda   | 15    |
| 9.  | Bergur Magnussen     | 9     |
| 10. | Petur Skarðenni      | 1     |
| 11. | Birgir Sondum        | 11    |

## Statystyki
- Podczas 18 kolejek Formuladeildin 1997 (90 meczów) zawodnicy zdobyli 349 bramek (średnio: ok. 3,9/mecz, 19,4/kolejkę).

- Najwięcej goli padło w meczach drużyny B36 Tórshavn – 82.
- Najmniej goli padło w meczach drużyny VB Vágur – 50.
- Kolejką o najwyższej liczbie bramek była kolejka 15., kiedy padło ich 31.
- Kolejką o najniższej liczbie bramek była kolejka 8., kiedy padło ich 10.
- Największa liczba goli (11), padła w meczu 5. kolejki, rozegranym 25 maja 1997, kiedy B36 Tórshavn pokonał ÍF Fuglafjørður 8:3.
- Najmniejsza liczba goli (0), padła w czterech spotkaniach (ok. 4,4% wszystkich meczów).
- Największą różnicą goli (9) zakończyło się spotkanie 13. kolejki, B71 Sandoy-HB Tórshavn (0:9). Było to też największe zwycięstwo zespołu na wyjeździe.
- Największe zwycięstwo na własnym stadionie odniósł klub GÍ Gøta, pokonawszy w 15. kolejce zespół B71 Sandoy 7:1.

### Najlepsi strzelcy
| Bramki | Strzelcy              | Drużyna         |
| ------ | --------------------- | --------------- |
| 24     | Uni Arge              | HB Tórshavn     |
| 16     | Henning Jarnskor      | GÍ Gøta         |
| 16     | John Petersen         | B36 Tórshavn    |
| 12     | Kurt Mørkøre          | KÍ Klaksvík     |
| 10     | Pól Thorsteinsson     | VB Vágur        |
| 9      | Heðin á Lakjuni       | KÍ Klaksvík     |
| 8      | Jens Kristian Hansen  | B36 Tórshavn    |
| 8      | Óli Hansen            | NSÍ Runavík     |
| 8      | Óli Johannesen        | B36 Tórshavn    |
| 8      | Julian Johnsson       | B36 Tórshavn    |
| 8      | Gunnar Mohr           | HB Tórshavn     |
| 7      | Egil á Bø             | ÍF Fuglafjørður |
| 7      | Sigfríður Clementsen  | B36 Tórshavn    |
| 7      | Súni Fríði Johannesen | B68 Toftir      |
| 7      | Jón Pauli Olsen       | VB Vágur        |
| 6      | 6 zawodników          | 6 zawodników    |
| 5      | 1 zawodnik            | 1 zawodnik      |
| 4      | 5 zawodników          | 5 zawodników    |
| 3      | 14 zawodników         | 14 zawodników   |
| 2      | 21 zawodników         | 21 zawodników   |
| 1      | 43 zawodników         | 43 zawodników   |
| sam.   | 5 zawodników          | 5 zawodników    |
| 2 sam. | 1 zawodnik            | 1 zawodnik      |